# Munasawagi Scarlet
- 胸さわぎスカーレット (Romaji: Munasawagi Scarlet, tên dịch ra tiếng Anh là Scarlet Premonition) là Single thứ mười hai của nhóm Berryz Koubou thuộc Hello! Project, với một phong cách Rock mới. Nó được phát hành vào ngày 6, tháng 12, năm 2006 với nhãn hiệu PICCOLO TOWN và số Catalog PKCP-5074.
- Một bản DVD Single V của bài hát đã được phát hành vào ngày 27, tháng 12, năm 2006 với cùng nhãn hiệu và số Catalog PKBP-5058.

## Credit
- Sáng tác lời: Tsunku
- Dàn dựng: Yuasa Kouichi

## Danh sách bài hát trên CD
1. 胸さわぎスカーレット (Romanji: Munasawagi Scarlet)
2. 会いたいけど… (Romanji: Aitai Kedo...)
3. 胸さわぎスカーレット (Instrumental) (Munasawagi Scarlet (Bản nhạc khí))

## Danh sách bài hát trên Single V
1. 胸さわぎスカーレット (Romanji: Munasawagi Scarlet)
2. 胸さわぎスカーレット (Dance Shot Ver.) (Munasawagi Scarlet (Bản vũ đạo))
3. メイキング映像 (Quá trình dàn dựng)

## Những buổi biểu diễn trên truyền hình
- Ngày 23, tháng 11, năm 2006 Oha Star
- Ngày 17, tháng 12, năm 2006 Hello! Morning
- Ngày 22, tháng 12, năm 2006 Music Fighter
- Ngày 23, tháng 12, năm 2006 Melodix

## Những buổi biểu diễn phối hợp
- Hello! Project 2007 Winter ~Wonderful Hearts Otome Gokoro~
- Hello! Project 2007 Winter ~Shuuketsu! 10th Anniversary~
- 2007 Sakura Mankai Berryz Koubou Live ~Kono Kandou wa Nidoto Nai Shunkan de Aru~
- Berryz Koubou Concert 2007 Haru ~Zoku Sakura Mankai Golden Week Hen~
- Berryz Koubou & °C-ute Nakayoshi Battle Concert Tour 2008 Haru ~Berryz Kamen vs Cutie Ranger~

## Bảng xếp hạng và doanh thu trênOricon
| T. Hai | T. Ba | T. Tư | T. Năm | T. Sáu | T. Bảy | C. Nhật | Xếp hạng trong tuần         | Lợi nhuận hàng tuần         |
| ------ | ----- | ----- | ------ | ------ | ------ | ------- | --------------------------- | --------------------------- |
| -      | 5     | 14    | 13     | 7      | 16     | 23      | 12                          | 19.292                      |
| 22     | 26    | 47    | -      | -      | -      | -       | 53                          | 2.037                       |
| -      | -     | -     | -      | -      | -      | -       | 131                         | 787                         |
| -      | -     | -     | -      | -      | -      | -       | Không xuất hiện đến năm mới | Không xuất hiện đến năm mới |
| -      | -     | -     | -      | -      | -      | -       | 156                         | 974                         |

Tổng doanh thu: 23.090*

## Liên kết khác
- Danh mục bài hát của Berryz Koubou từ UP-FRONT WORKS: CD Lưu trữ ngày 10 tháng 9 năm 2012 tại Wayback Machine, DVD Lưu trữ ngày 10 tháng 9 năm 2012 tại Wayback Machine
- Lời bài hát từ trang projecthello.com: Munasawagi Scarlet, Aitai Kedo...
- Dịch lời bởi Megchan: I Miss You, But... Lưu trữ ngày 27 tháng 7 năm 2009 tại Wayback Machine

### Đặt hàng tại
- CD: CD Japan, Amazon JP
- Single V DVD: CD Japan, Amazon JP